# RuasInvest
A RuasInvest Participações S.A. é uma holding pertencente ao Grupo Ruas, constituída em 2004, com o objeto de compor participação em outras sociedades dedicadas a serviços integrados de infraestrutura e transporte, como sócia, acionista ou quotista. A companhia atua também na representação comercial e agentes do comércio de veículos automotores, através do Banco Luso Brasileiro.
Fundada pelo Grupo Ruas, do empresario luso-brasileiro José Ruas Vaz, proprietário de várias empresas de transporte coletivos no estado de São Paulo, atualmente a RuasInvest detém participação em 6 outras companhias de diferente setores.
Na Indústria automobilística é sócia majoritária da CAIO Induscar, empresa do segmento de carrocerias para ônibus urbano, rodoviário, de fretamento, midi, micros e minis. Atua, ainda, no segmento de serviços financeiros, por meio do Banco Luso Brasileiro S.A., instituição dedicada principalmente ao financiamento de ônibus para empresas.
No setor de Mobiliário urbano é acionista da OTIMA - Concessionária de Exploração de Mobiliário Urbano S.A., que administra a publicidade e é responsável pela instalação e manutenção dos abrigos de ônibus no Município de São Paulo, por um período de 25 anos de concessão, desde 2012.
Em Mobilidade urbana, a empresa participa em três grandes PPP’s (Parceria público-privada) do Transporte na Região Metropolitana de São Paulo, sendo elas: ViaQuatro, ViaMobilidade Linhas 5 e 17 e ViaMobilidade Linhas 8 e 9.